# Lê Công Hành
Lê Công Hành (chữ Hán: 黎公衡; 24 tháng 2 năm 1606-7 tháng 7 năm 1661) là một quan lại thời Hậu Lê (Lê Trung Hưng). Ông được tôn xưng là ông tổ nghề thêu cổ truyền tại Việt Nam.

## Những ghi chép trong tài liệu
Theo thần phả của họ Bùi Trần(裴陳) gốc Mạc ở Quất Động thì Lê Công Hành vốn thuộc dòng dõi nhà Mạc. Năm 1546, Mạc Hiến Tông băng hà, triều đình nhà Mạc nổ ra biến loạn. Quân Nam triều nhân cơ hội nhà Mạc suy yếu, nhiều lần tiến quân ra Bắc đánh phá. Hoàng thất nhà Mạc tan tác khắp nơi, Quý phi Bùi Thị Ban đưa Mạc Phúc Đăng (con thứ của Mạc Hiến Tông) chạy tránh loạn về định cư ở thôn Quất Động, về sau đổi thành họ Bùi và họ Trần, lập nên chi họ Bùi Trần ở Quất Động.
Lê Công Hành chính tên là Trần Quốc Khái (陳國概), sinh ngày 18 tháng Giêng năm Bính Ngọ(tức ngày 24 tháng 2 năm 1606), tại làng Quất Động, huyện Thượng Phúc, phủ Thường Tín, trấn Sơn Nam (nay là thôn Quất Động, xã Quất Động, huyện Thường Tín, Hà Nội). Mạc Phúc Đăng là con bà Bùi Thị Ban về lánh nạn ở làng Quất Động. Tại đây, Mạc Phúc Đăng sinh con là Mạc Phúc Đồ. Mạc Phúc Đồ lại là ông nội của Trần Quốc Khái. Vì ông được cho làm con nuôi của một người họ Bùi trong làng, nên còn có tên là Bùi Quốc Khái (裴國概), sau đổi tên thành Công Hành (公衡).
Tương truyền, từ nhỏ ông đã có tiếng ham học và hay chữ. Lớn lên, ông thi đỗ Tiến sĩ (vào khoảng triều vua Lê Thần Tông hoặc Lê Chân Tông). Sau khi ra làm quan, ông được triều đình bổ dụng vào các chức vụ từ biên quận đến triều đình, thăng dần lên hàng Thượng thư, từng được cử đi sứ nhà Minh. Do lập được nhiều công trạng, ông được triều đình ban cho Kim tử Vinh Lộc Đại phu, chức Tả thị lang bộ Công, tước Thanh Lương hầu, được vua ban quốc tính. Do đó mà ông có tên Lê Công Hành.
Ông mất ngày 12 tháng Sáu năm Tân Sửu (7/7/1661),thọ 56 tuổi, được triều đình truy tặng hàm Thượng thư Thái bảo Lương Quận công. Ngày giỗ hàng năm của ông được xem là lễ giỗ tổ nghề của những làng sinh sống bằng nghề thêu tại Việt Nam.

## Ông tổ nghề thêu
Trước thế kỷ 18, người Việt đã biết nghề thêu và làm lọng từ lâu. Sử cũ từng ghi vào thời Trần, vua quan quen dùng đồ thêu và lọng. Năm 1289, vua Trần đã gửi tặng vua Nguyên một đệm vóc đỏ thêu chỉ vàng, một tấm thảm gấm viền nhiễu. Tháng Giêng năm Quý Tỵ (1293), Trần Phu trong đoàn sứ nhà Nguyên sang Đại Việt có nhận xét: "Về phẩm hàm của các quan Đại Việt, ai cao ai thấp cứ nhìn vào lọng mà phân biệt. Hễ là khanh tướng thì đi ba cây lọng xanh, bậc thấp hơn thì đi hai lọng, rồi một lọng. Còn như lọng tía thì chỉ có những người trong hoàng tộc mới được dùng".
Tuy vậy, nghề thêu ở Đại Việt trước thế kỷ XVIII còn đơn sơ, quanh quẩn với những màu chỉ ngũ sắc và chỉ kim tuyến, làm những mặt hàng phục vụ cho vua, quan, cho nhà chùa (thêu mũ, mãng, triều phục, nghi môn, cờ phướn...). Trong ngôi mộ cổ đào được ở Vân Cát, Nam Hà, có niên đại khoảng thế kỷ 18, người ta thấy: bên cạnh cái quạt, có một túi trầu bằng gấm thêu kim tuyến, một túi đựng thuốc lào cũng bằng gấm thêu kim tuyến. Đến thời Bùi Công Hành, ông được cho là đã dạy cho người làng Quất Động những kỹ thuật thêu và làm lọng tân tiến hơn mà ông đã tiếp thu được trong chuyến đi sứ sang Trung Quốc. Từ đó, nghề thêu và làm lọng trở nên phát triển hơn, lan dần ra nhiều làng nghề trên khắp cả nước. Để ghi nhớ công đức của ông, người dân làng nghề tại Thường Tín lập nên Đền Ngũ Xã (do dân 5 xã lập). Trong đền có tấm bia Vũ Du Tiên sư bi ký ghi lại sự tích của tổ nghề thêu. Ngoài ra còn còn có một số đền thờ khác như như đình Tú Thị ở số 4 phố Yên Thái, quận Hoàn Kiếm, hoặc đền thờ ở phố Hàng Lọng (nay thuộc khu vực đường Nam Bộ) nay không còn,, đình làng Nhị Khê thờ Tổ nghề tiện Lê Công Hành...
Lễ giỗ tổ nghề của những làng sinh sống bằng nghề thêu tại Việt Nam thường được tổ chức vào ngày giỗ hàng năm của ông. Chỉ riêng tại Huế, lễ tế Tổ sư nghề thêu Lê Công Hành tại phổ Cẩm Tú - Huế lại được tổ chức vào ngày 22 tháng Giêng âm lịch hằng năm và ngày mồng 4 tháng Sáu âm lịch là ngày kỷ tổ.